# Quint Sosi Falcó
Quint Sosi Falcó (en llatí Quintus Pompeius Sosius Falco) va ser un magistrat romà. Era fill de Quint Sosi Prisc Seneció i segurament formava part de la gens Pompeia.
Va ser elegit cònsol romà l'any 193 juntament amb Juli Eruci Clar. Era noble i ric i estava destinat a ser assassinat per decisió de Còmmode la mateixa nit en què l'emperador va morir. Poc després, explica Dió Cassi, els pretorians es van disgustar amb Pertinax que era absent de Roma per les reformes que aquest emperador estava fent, i van proclamar emperador a Falcó però el complot va fracassar i molts conspiradors van ser executats. La culpabilitat de Falcó no va poder ser demostrada, sembla que perquè Pertinax el va perdonar, i es va poder retirar i conservar la seva propietat. Va morir temps després de mort natural.